# Plan de Ayutla
Plan de Ayutla ist der Name eines archäologischen Fundplatzes in Chiapas.

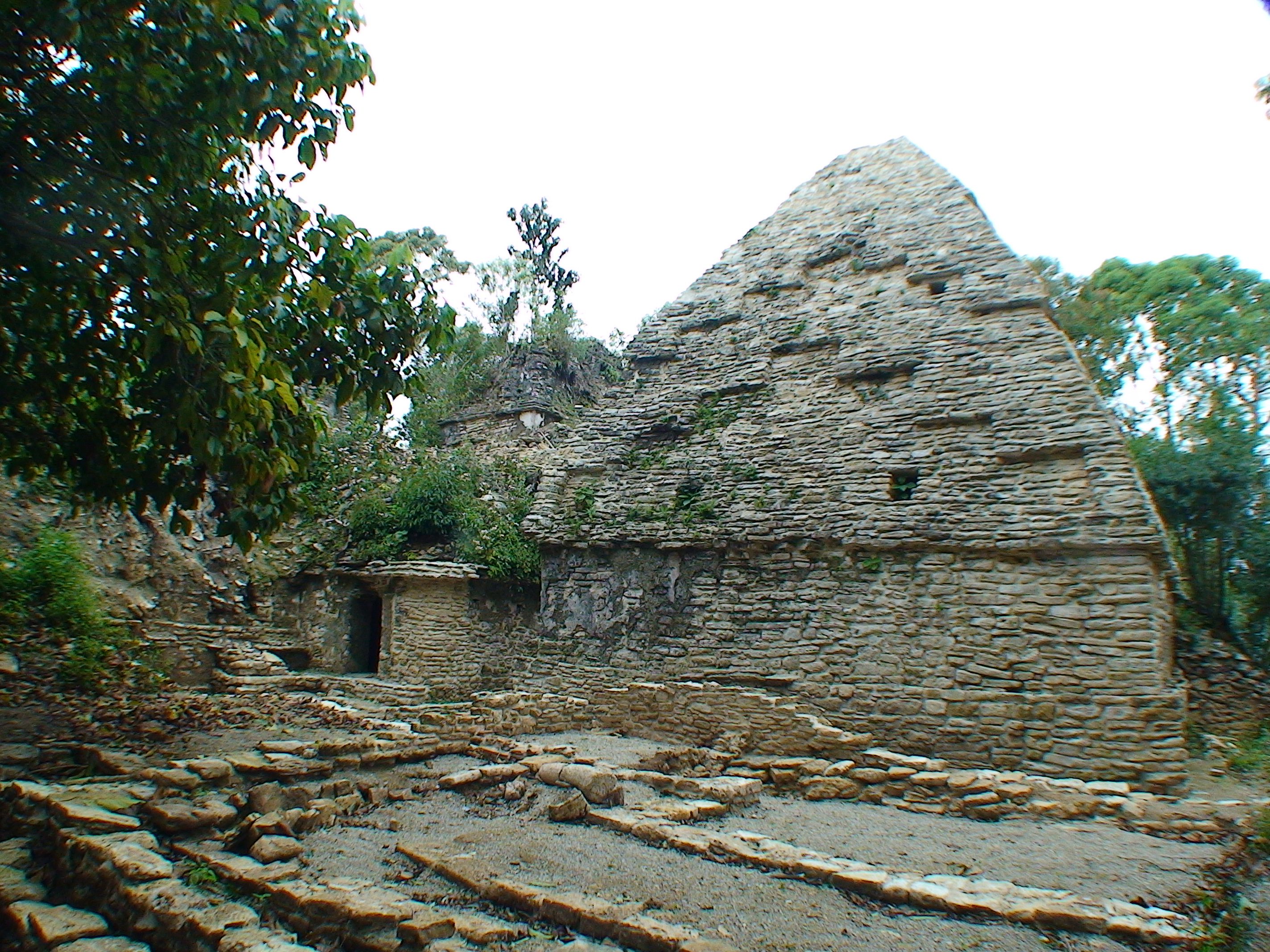
Turmartiger Bau

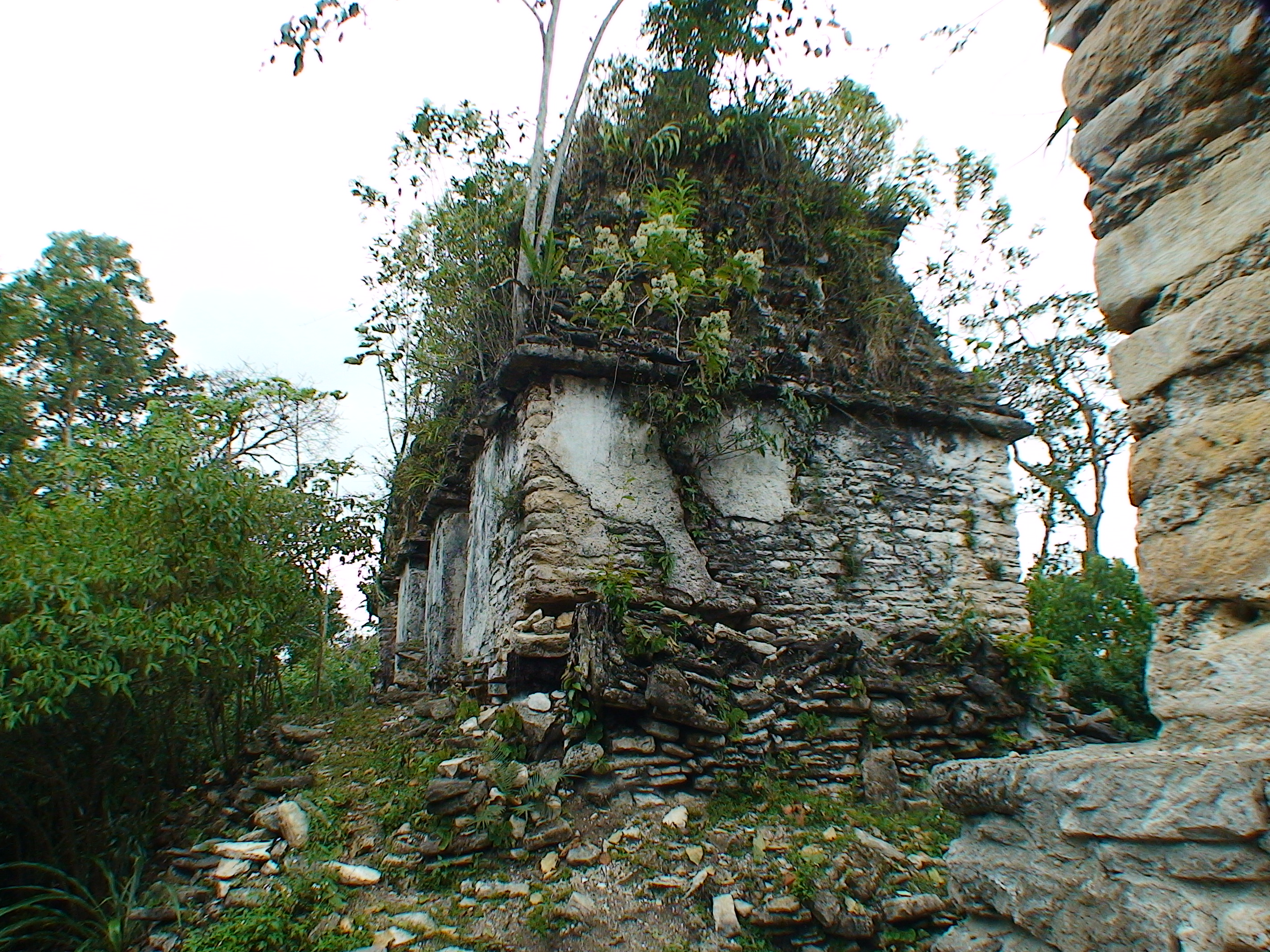
Reihe der Tempel

Die kleine archäologische Zone Plan de Ayutla liegt auf den Gipfeln mehrerer kegelförmiger Karsthügel und dem dazwischen liegenden ebenen Gelände, in der Nähe des gleichnamigen Dorfes im Municipio Ocosingo des mexikanischen Bundesstaates Chiapas. Sie ist erst zu Beginn der 1970er Jahre bekannt geworden. 
Bei dem Fundort wurde angenommen, es könnte sich um den aus Inschriften an anderen Orten bekannten Ort Sak Tz’i’ handeln, der in kriegerischen Auseinandersetzungen mit Toniná und Yaxchilán gestanden hat und zur Eroberung im Jahre 787 geführt haben soll. Eine archäologische Ausgrabung unter der Leitung von Charles Golden von der Brandeis University verortet das historische namentliche Zentrum jedoch anderweitig im selben Municipio.
Bemerkenswert sind in der so genannten Nordakropolis ein turmartiger Bau mit getrepptem Dekor in Steinmosaik, das zwei rund 8 m hohe Innenräume mit Maya-Kraggewölbe und noch gut erhaltener Stuckverkleidung enthält. Dieser Bau ruht auf einer Plattform, die auf mehreren Seiten von einer tiefer gelegenen Reihe von Räumen umgeben ist. Neben dem Turmbau liegt auf der Plattform ein stark an Palenque erinnernder, verwinkelter Palast mit inneren Treppen zu einem höheren Niveau mit weiteren Bauteilen. Auf diesem Niveau liegen auch in einer Reihe drei Tempel im Stil von Palenque mit einer zentralen Innenkammer und jeweils zwei seitlichen Räumen.
Im ebenen Teil der Ruinenstätte liegt ein großer Ballspielplatz sowie mehrere erst teilweise erforschte Bauten. Die Bautechnik ist durch die Verwendung von örtlich anstehenden plattenförmigen Steinen gekennzeichnet, die keiner größeren Bearbeitung bedurften.